# Culinária do Peru
Culinária do Peru é muito diversa, sendo o resultado da fusão inicial da tradição do antigo Peru, com a cozinha espanhola em sua variante mais fortemente influenciada pela presença dos mouros na Península Ibérica, com importante aporte dos costumes culinários trazidos da costa atlântica da África subsaariana por escravos negros.
Posteriormente, esta miscigenação se viu influenciada pelo uso e costumes culinários dos chefs franceses que fugiram da revolução em seu país para radicar-se na capital do Vice-Reino do Peru. Igualmente acentuada foi a influência das imigrações do século XIX, que incluiu chineses, japoneses e italianos entre outros povos europeus.
Como particularidade exclusiva da gastronomia do Peru, existem comidas e sabores de quatro continentes em um só país e, isto, desde a segunda metade do século XIX. A arte culinária peruana está em constante evolução e, somada a variedade de pratos tradicionais, faz impossível estabelecer uma lista completa de seus pratos representativos.
A grande variedade da culinária peruana se sustenta em três fontes: a particularidade da geografia do Peru, a mistura de culturas e a adoção de culturas milenares à cozinha moderna. 

## História

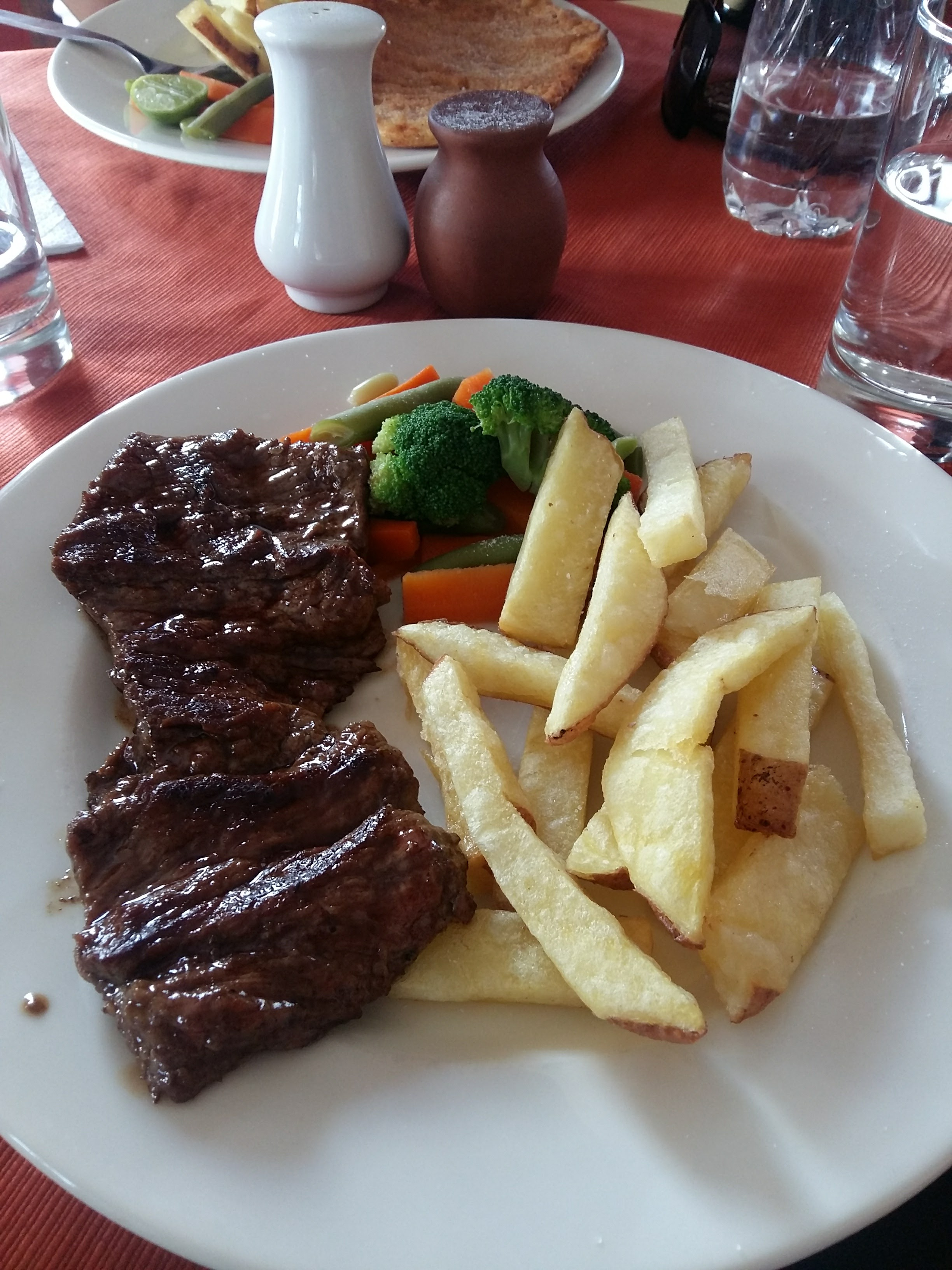
Carne de alpaca, acompanhada de batatas fritas e vegetais.

A presença dos diversos níveis de altitude da Cordilheira dos Andes no Peru e suas redondezas permite a existência de uma série de microclimas e de espécies, desde as regiões nevadas habitais até as selvas tropicais - com 84 das 104 zonas climáticas existentes no planeta, é uma do 12 países do mundo possuidores de uma megadiversidade ambiental. O Peru tem condições adequadas para o cultivo de frutas e verduras durante todo o ano. Além disso, a corrente e Humboldt de águas frias que corre do Oceano Pacífico frente à costa peruana permite a existência de uma grande variedade de peixes e mariscos.

### Época  pré-colombiana
Os andes centrais peruanos foram o maior centro de domesticação de plantas do mundo antigo, com espécies nativas como o milho, tubérculos com duas mil e quintas variedades de batatas, batatas-doce, mandiocas, maca peruana, gramíneas, quinoa, kiwicha; frutas como chirimoia, lúcuma, pacae, tomate, abóbora, abacate, tumbo, sauco; leguminosas como feijão, fava, amendoim e uma infinidade de ervas aromáticas.

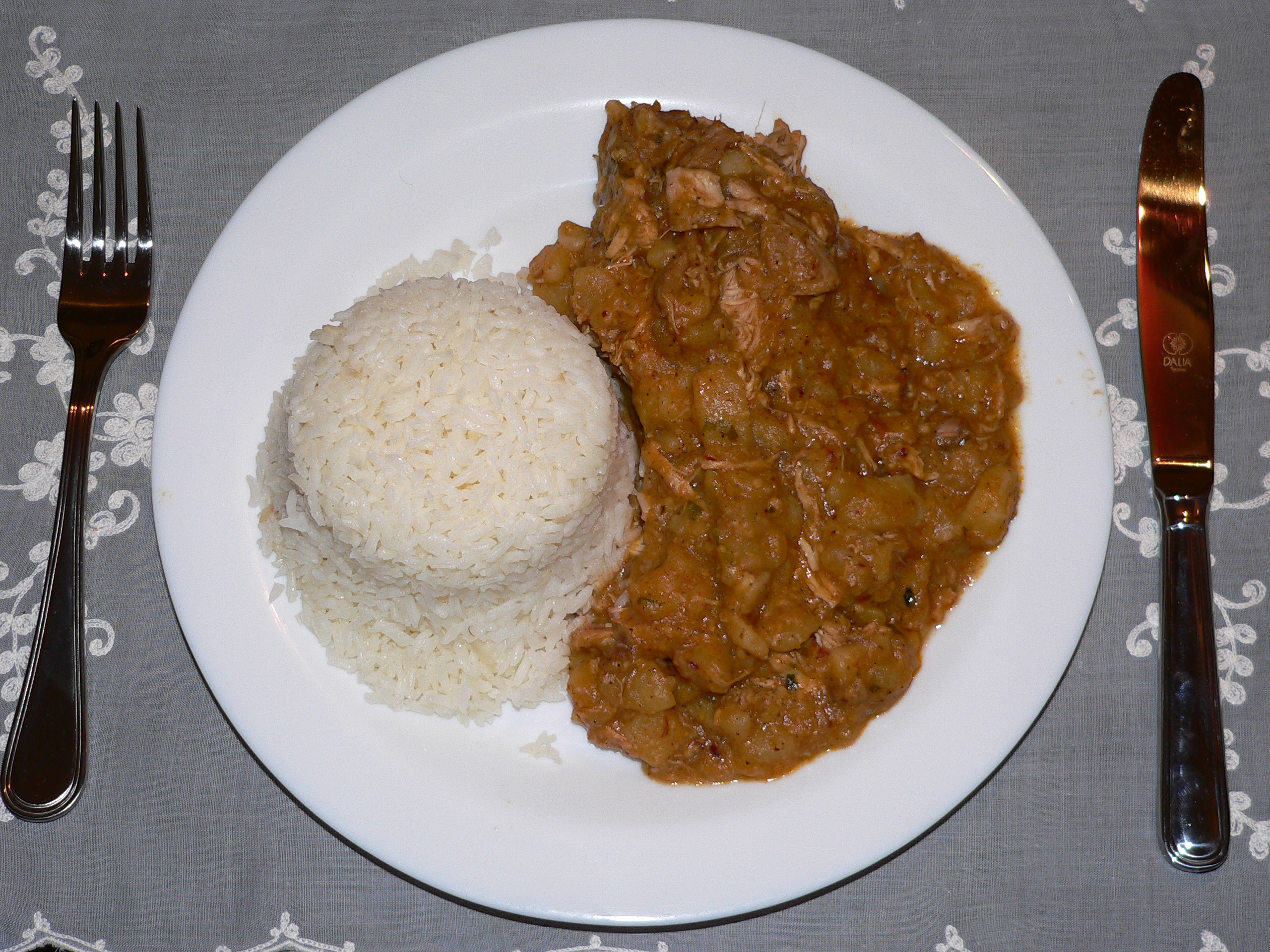
Prato de carapulca.

Antes da chegada dos europeus, a geografia peruana abarcava uma grande variedade de culturas, conquistadas pelo Império Inca, cada uma das quais tinha características gastronômicas particulares, embora haviam generalidades, de acordo com os cronistas da época. Por exemplo, os principais condimentos eram ervas aromáticas, cocha yuyo (um tipo de alga fluvial), sal e sobretudo a pimenta (ají), chamada uchu nos tempos incas e considerada hoje um elemento fundamental da cozinha peruana.
Era comum a preparação dos alimentos em forma desidratada para evitar sua decomposição, destacando o charque. Os antigos peruanos, ademais, consumiam grandes quantidades de peixes e mariscos. Também complementavam sua dieta com carne de pato, cuy e camélidos domésticos (alpaca e llama principalmente).
Nas sociedades da costa norte era consumido a carbe de certos lagartos e de veado. Nas regiões da Amazônia Peruana eram consumidos uma grande variedade de espécies da flora e fauna da floresta. Desde épocas milenares os antigos peruanos preparavam guisados e sopas (a carapulca por exemplo é considerada o tipo de guisado peruano mais antigo), elaboravam potages (tipo de sopa) com espécies marinhas cruas marinadas com pimenta, tumbo e ervas - de onde se origina o cebiche.

### Época colonial
Desde o início da  presença espanhola, foram incorporados novos usos e costumes culinários com começo do Vice-Reino do Peru. A fritura, o uso dos laticínios, além da carne de boi, porco, ovos de galinha e novas aves de criação. Além disso iniciou-se alguns cultivos que resultariam essenciais para a nova cozinha como a cebola e o alho que combinados com a pimenta seriam os principais ingredientes de muitos pratos peruanos.

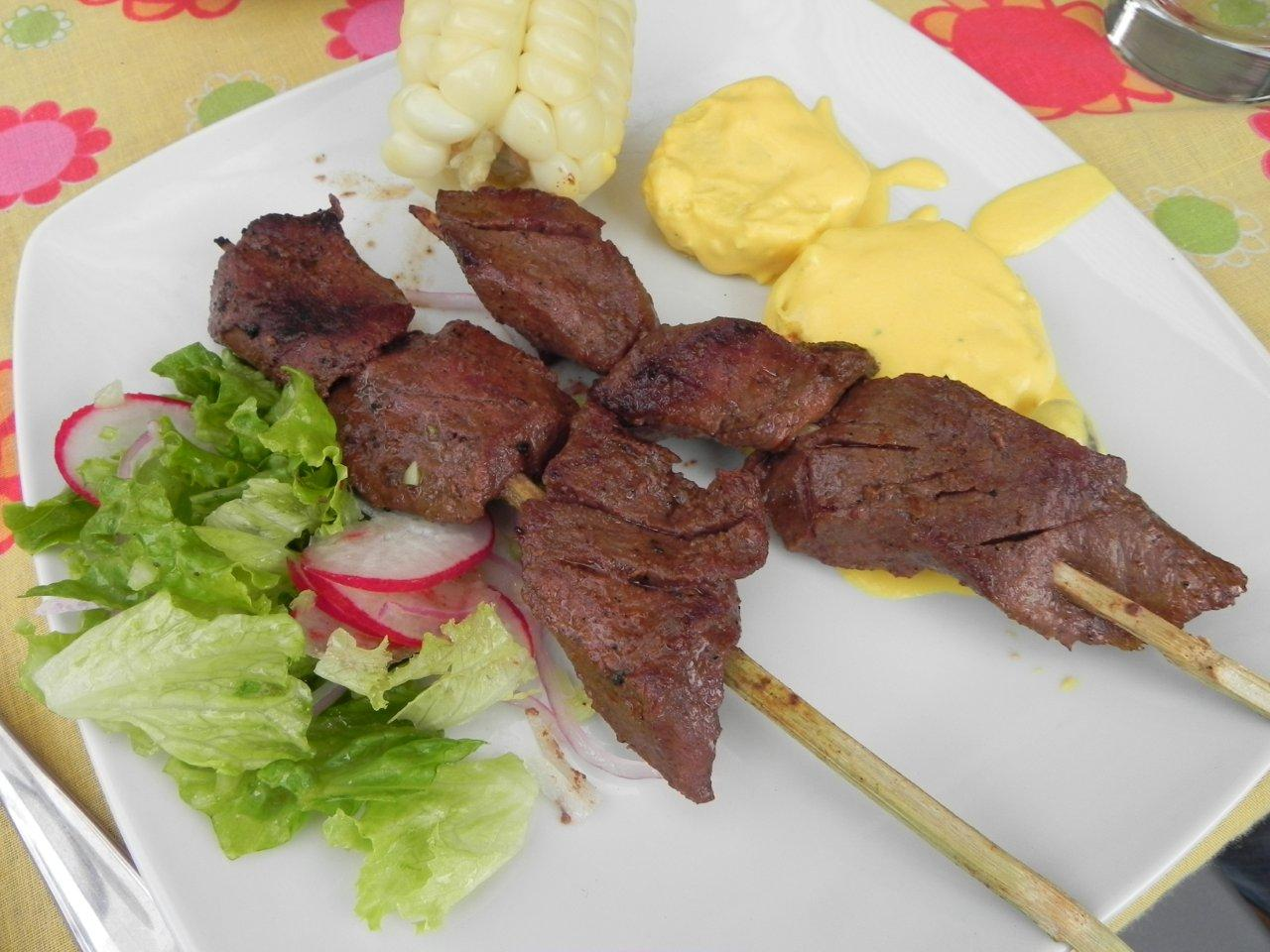
Anticucho peruano.

A lima trazida pelos espanhóis e adaptada com o tempo à terra peruana, foi-se transformando na variedade peruana atual denominada limão, de cor verde, pequeno e ácido - um componente básico do cebiche. As plantas do gênero vitis (videira) e os vinhos chegam também no início deste período. Nos primeiros encontros entre espanhóis e nativos, durante a conquista do império Inca, trocavam pedaços de porco ibérico frito por diversas variedades de batatas e milho.
Francisco Pizarro, conquistador espanhol, criava porcos na sua infância, era o principal aficionado ao prato chamado chicharrón (torresmo) durante o início da presença espanhola no território. A dedicação de muitos conventos de freiras à cozinha nos arredores de onde abundavam a plantação de açúcar (espécie trazida pelos espanhóis) e imensas variedades de frutas nativas originou, além disso, uma ampla tradição de sobremesas, destacando-se o alfajor assim como outras dezenas de doces da época.
Os escravos africanos aportaram sua contribuição em uma série de guisados, além do uso de partes de carnes que eram descartadas pelas elites, que condimentavam para diminuir os fortes sabores da carne e cozinhados em brasas. Desta época surgiram muitos dos mais representativos pratos da atual comida crioula, a exemplo: anticuchos, a sangrecita, a batata recheada, o cau cau, a pancita, o rachi, as mollejitas, a chanfainita, o choncholí e o tacu-tacu.

### Época republicana

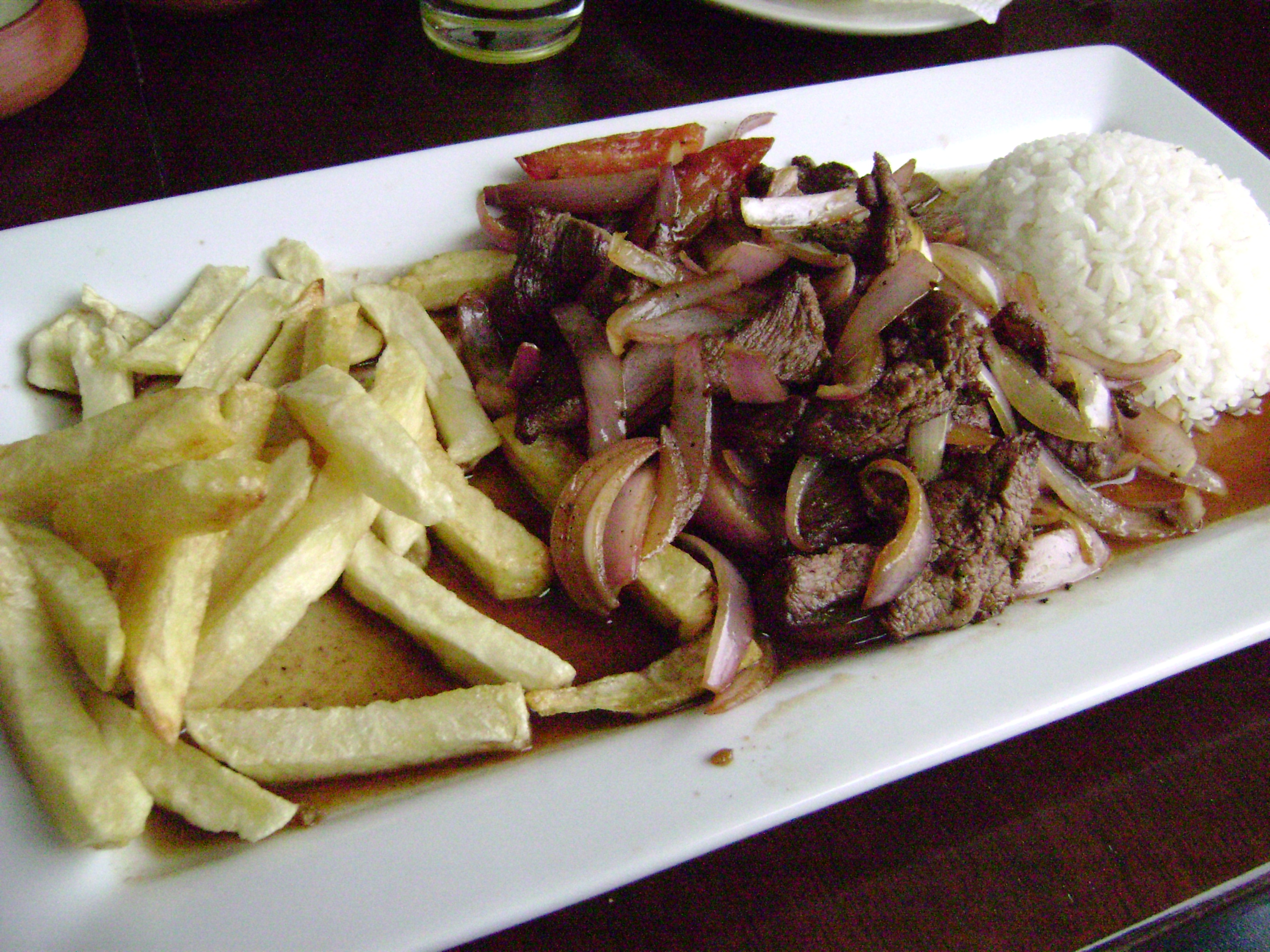
Lomo saltado acompanhado de arroz e batata frita.

Depois da independência se deram uma série de migrações de diversas procedências que integraram suas próprias tradições à já dinâmica culinária local. A migração dos chino-cantoneses em meados do século XIX popularizou os alimentos salteados a fogo forte e os sabores agridoces nas carnes, além do uso de novas ervas e do molho de soja (molho shōyu). Mas seu aporte mais notório foi o arroz, se bem já se consumia desde o século XVI, é depois da imigração chinesa que o arroz se popularizou e se converteu na guarnição peruana por excelência, em detrimento do pão.
A forma de arroz favorita no Peru é o arroz granulado, não demasiadamente cozido, entretanto se distanciava da preparação chinesa no uso do alho e do sal. Outra imigração na segunda metade do século XIX não menos influente é a italiana, que popularizou o uso de massas, o bolo de acelga, as sobremesas como o panetone, item obrigatório no natal em todo o país. A imigração japonesa no final do século XIX, finalmente, impactou notavelmente a cozinha marinha peruana. Cortes e técnicas japonesas muito prolixas na apresentação de pratos se unem a molhos e preparações peruanas, e assim nasce uma nova vertente culinária no Peru. Foi assim , por exemplo, do cruzamento do sashimi japonês e do cebiche que nasceu o tiradito.

### Culinária peruana na atualidade

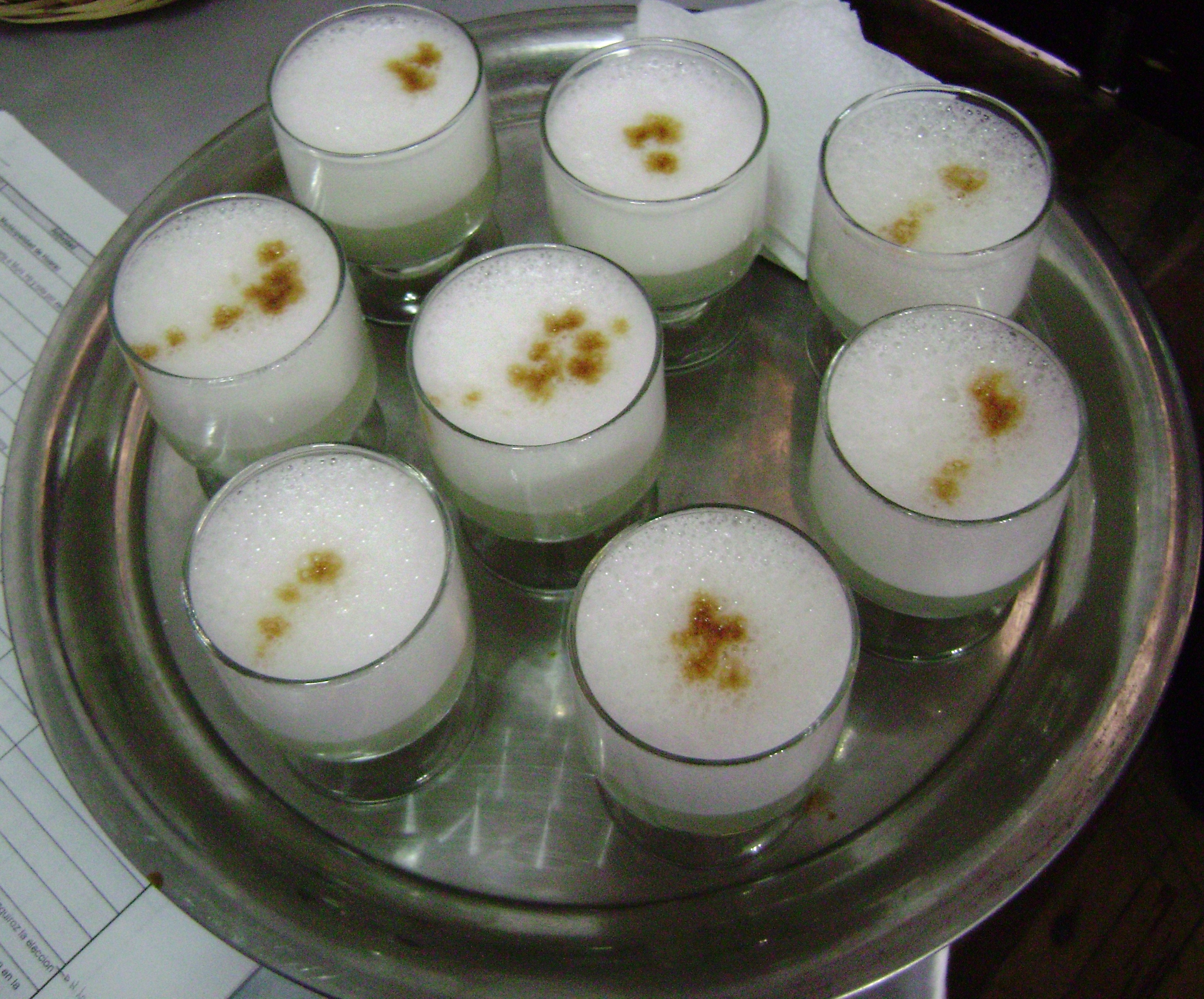
Pisco sour.

Na última década do século XX e inícios do século XXI a cozinha peruana começou a popularizar-se fora de suas fronteiras, sendo reconhecida em 2012 como principal destino culinário a nível mundial.
A gastronomia do país está registrada como marca mundial através de pratos e produtos que levam a bandeira do Peru. Devido a essa variedade e harmonia de seu sabor, a culinária peruana é constantemente premiada internacionalmente e seus chefs costumam ganhar distinções e prêmios internacionais. Um elemento de destaque é a sua constante abertura à inovações e o contínuo desenvolvimento de novos pratos, incorporando à gastronomia a busca contínua da experimentação e vanguarda.
Assim como cada região conserva sua riqueza culinária, na alta gastronomia destaca a mistura de cores e de produtos alimentícios. Uma mostra disso é a chama cozinha novoandina, um novo estilo culinário surgido no Peru pelo interesse dos gastrônomos locais de retomar costumes alimentícios do passado pre-hispânico para recriar-los, resgatando e revalorizando assim muitos dos ingredientes autóctones.
Nesta recriação da cozinha andina, entram elementos procedentes de outros horizonte culturais. Alguns dos produtos nativos utilizados são tarwi, chuño, quinoa, amaranto, moraya, cochayuyu, maca peruana, coca, uchu, olluco e papa oca, em pratos como quinotto ou coca sour. Lima, capital cosmopolita, e Arequipa se converteram nas sedes principais desta corrente culinária, ainda que nos principais pontos andinos como Huaraz, Juliaca, Cuzco ou Huancayo, este estilo culinário também apresentou seu auge.